# Wölbacker

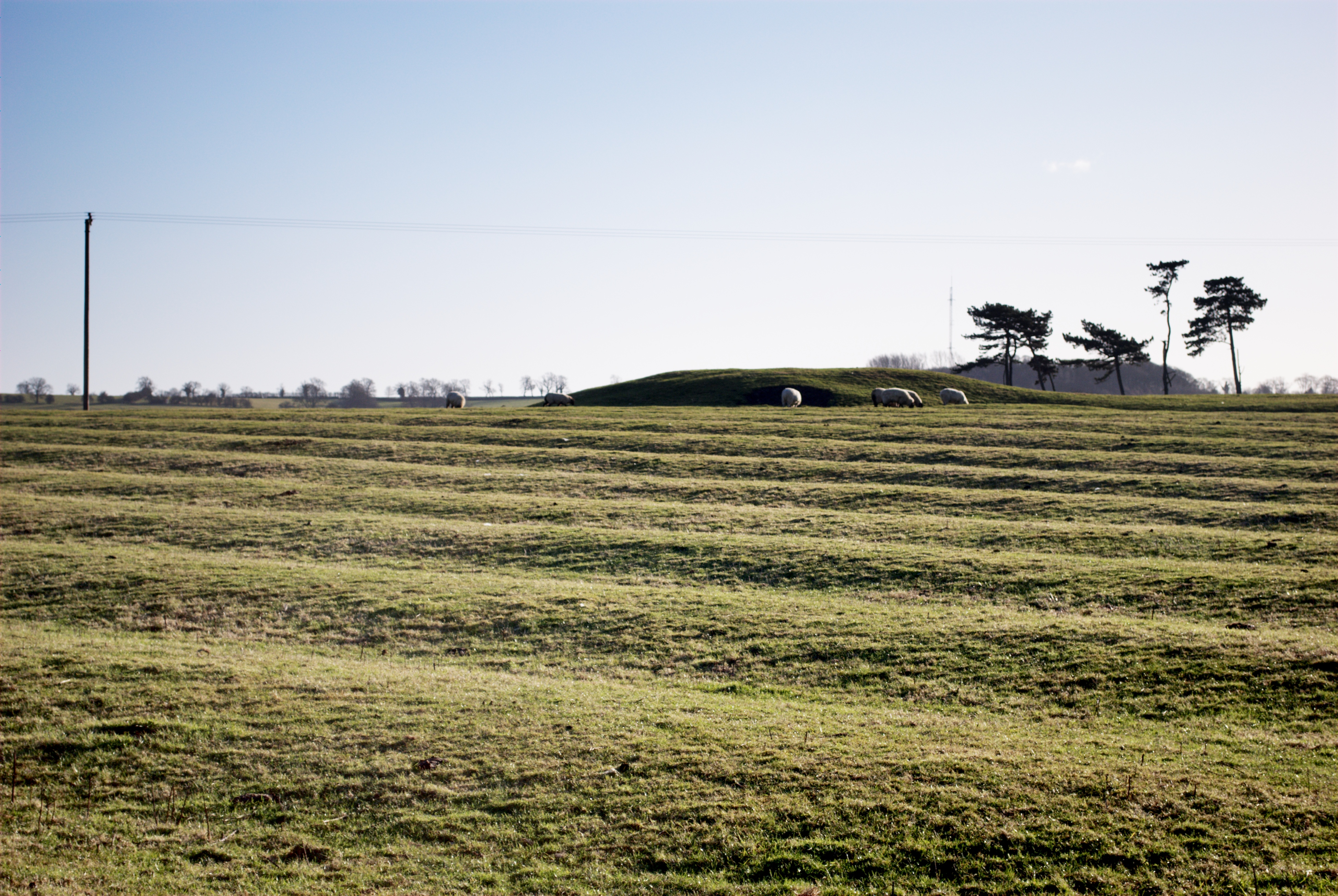
Wölbäcker bei Cold Newton in Leicestershire (England)

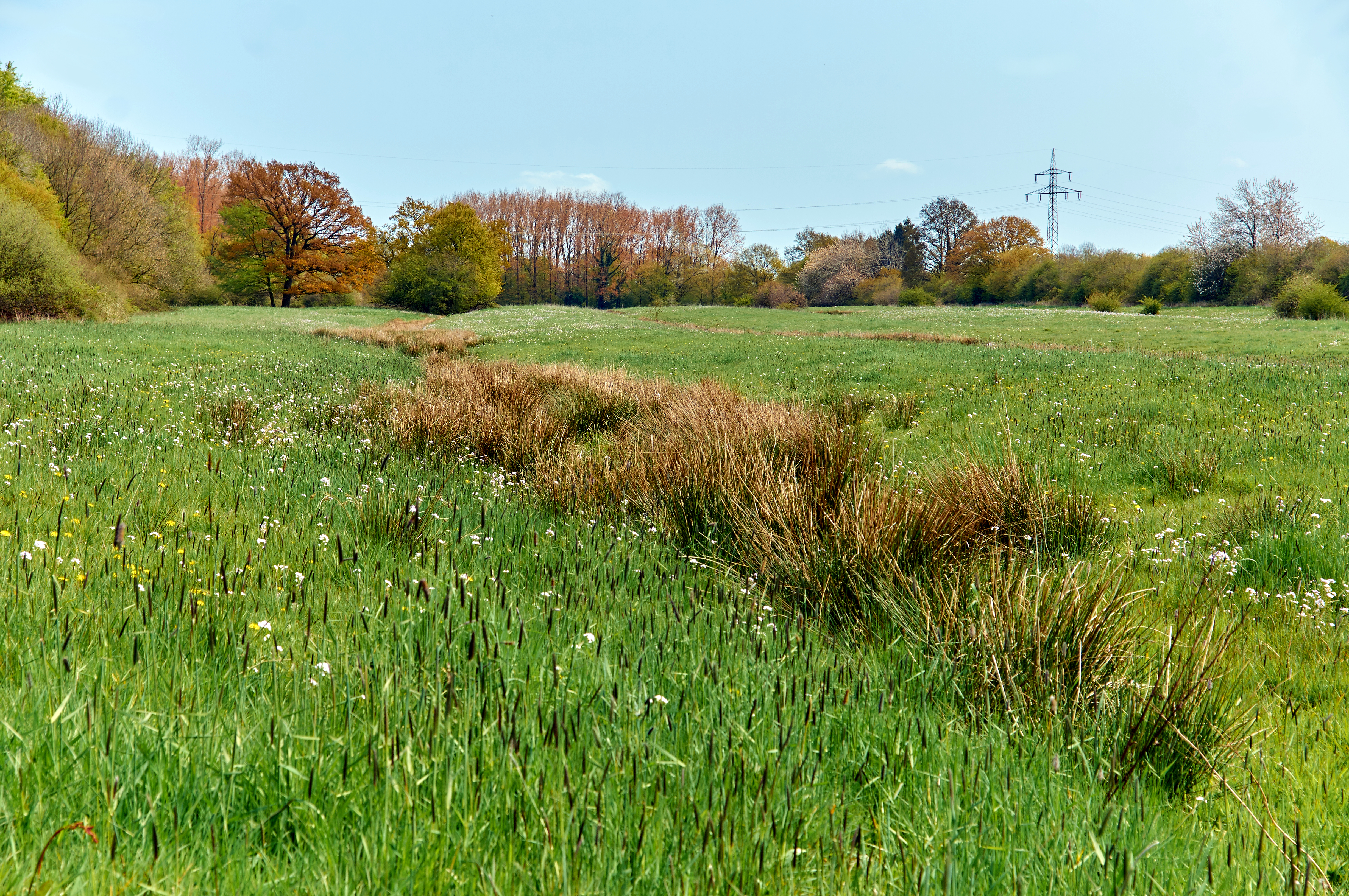
NSG Brink, Wölbacker im westfälischen Münsterland, Kreis Coesfeld

Wölbäcker, auch Hochäcker oder Ackerhochbeete genannt, entstanden bis ins Mittelalter durch die Verwendung nicht wendbarer Pflugschare zur Saatbettbereitung. Der Begriff „Hochacker“ wird auch für Felder verwendet, die in Sumpfgebieten angelegt sind, so etwa bei den Maya.

## Beschreibung
Wölbäcker stellen parallel verlaufende, gewölbte Ackerbeete (Langstreifenflur) dar, welche durch eine spezielle Pflugtechnik geformt wurden. Sie entstanden durch die Verwendung von eisernen Pflügen, die von Ochsen oder Pferden gezogen wurden und – im Gegensatz zum späteren Wendepflug – die Ackerkrume nur in eine Richtung wenden konnten. Um das Pfluggespann möglichst selten wenden zu müssen, wurden die Flure in der Form von Langäckern angelegt. Sie hatten eine Breite von wenigen Metern und Längen von 100 Metern und mehr.
Der Bauer zog mit seinem Gespann als erstes die Furche längsseitig in der Mitte des Ackers. Dann wendete er das Gespann und zog die zweite Furche in entgegengesetzter Richtung direkt neben der ersten Furche (vgl. nebenstehende Zeichnung), wobei er beim Gespannwenden die Richtung so wählte, dass die Scholle beim folgenden Pflügen zur Ackermitte hin gekippt wurde. Nach erneutem Wenden wurde die nächste Furche wieder im Richtungssinn des vor-vorherigen Pflügens angelegt, und zwar außen anschließend an die vor-vorhergehend gepflügte Furche. Durch langjähriges Pflügen in dieser Weise wurde immer mehr Ackerkrume zur Ackermitte verlagert – die Ackermitte wurde erhöht, die Ränder des Ackers vertieft. Dabei wurden Scheitelhöhen von bis zu einem Meter erreicht. Oft lagen mehrere Wölbäcker nebeneinander im Verband.

## Hintergrund und Auffindungsorte

Die Zeichnung verdeutlicht die Entstehung der Aufwölbungen der Wölbäcker

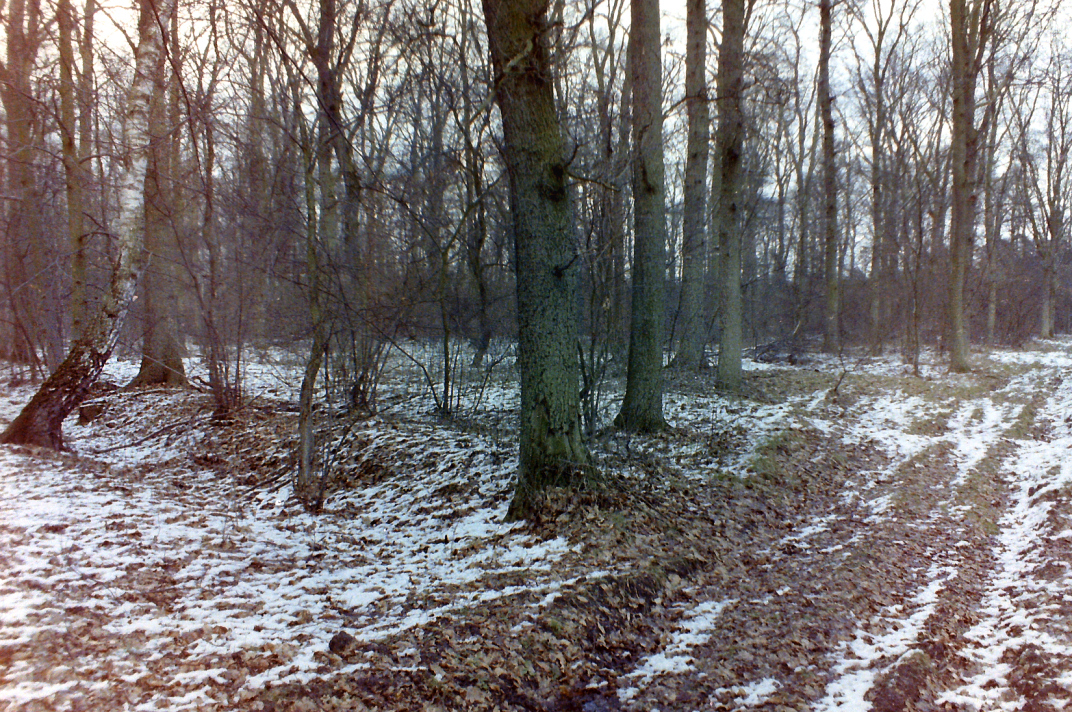
Links Wölbäcker unter Wald bei Rühen, von einem neueren Rückeweg durchschnitten

### Geschichte
Bis in das Mittelalter stellten die Wölbäcker die wichtigste Form der Ackerbodenbereitung dar. Die Anlage von Wölbäckern, die sich aus der Einführung der Dreifelderwirtschaft mit langgestreckten Gewannen ergab, ist für das frühe Mittelalter belegt. Sie hielt etwa bis zum 18. und 19. Jahrhundert an, als Kunstdünger und landwirtschaftliche Drainage diesen Beetbau überflüssig machten. Hinweise auf eine solche Landnutzung in vorchristlicher Zeit gibt es kaum, jedoch gibt es Indizien, dass die Umgestaltung der Blockackerflur zur Wölbackerflur in der vorrömischen Eisenzeit begann. Technisch war die Anlage von Wölbäckern bereits zu dieser Zeit möglich.

### Funktion
Die Gründe für die Anlage von Wölbäckern waren vielfältig. Es existieren unterschiedliche Ansichten und Erklärungsversuche. Als möglicher Zweck gelten die Entwässerung feuchter Böden, die Anreicherung von Nährstoffen und Humus, eine sichtbare Grenzziehung sowie die Risikominimierung. In feuchten Jahren wuchs das Getreide in der Ackermitte besser, in trockenen Jahren das Getreide am Rand. Durch die Anlage von Wölbäckern konnten schwere sowie feuchte Böden in Niederungen genutzt werden.
Die Veränderung der Geländemorphologie bzw. des Kleinreliefs der Äcker hatte auf frischen und feuchten Standorten eine Drainagewirkung zur Folge. Das Oberflächenwasser wurde in den entstehenden Furchen zwischen den Aufwölbungen gesammelt und beschleunigt abgeführt. Auf mageren und flachgründigen Böden mit durchlässigem Untergrund führte die Gestalt der Wolbäcker zum gegenteiligen Effekt. Die Wasserspeicherfähigkeit des Bodens wurde durch die angehäufte Ackerkrume im Zentrum des Beetes auf flachgründigen Standorten verbessert. Somit konnten auf landwirtschaftlichen Grenzertragsstandorten die Erträge gesteigert werden. Zudem bedingte die Erhöhung der Oberfläche des Feldes eine vergrößerte Anbaufläche. Ein weiterer Erklärungsversuch geht davon aus, dass Wölbäcker durch den Einsatz des Beetpflugs entstanden sind und dies unweigerlich zur Aufwölbung des Feldes führte. Diesen Vorgang wieder rückgängig zu machen, hätte mehrere zwischengeschaltete Arbeitsgänge bedurft. In Realteilungsgebieten, welche durch schmale Parzellen mit unterschiedlichen Bewirtschaftern gekennzeichnet sind, wollten die Bauern ihren Boden zusammenhalten. Das Pflügen sollte nicht zu einem Wenden der Scholle auf dem angrenzenden Grundstück führen, um Bodenverlusten vorzubeugen. Dies würde erklären, warum trotz der Erfindung des Kehrpfluges noch der Beetpflug eingesetzt wurde. Die Funktion der Grenzmarkierung in kleinparzellierten Realteilungsgebieten verlor durch Flurzusammenlegung an Bedeutung.

### Verbreitung / Auffindungsorte
Heutzutage lassen sich Reste von Wölbäckerfluren an vielen Stellen im Grünland oder unter Wald an einer wellenförmigen Geländeausformung erkennen. Wölbäcker in Waldflächen zeigen an, dass der Wald auf brachliegendem Kulturland entstand. Dies kann ein Hinweis auf die Felder von Wüstungen sein. Viele Wölbäcker sind unbekannt, da die Kartierung aufwendig ist. Mit Airborne Laserscanning von Flugzeugen aus können Wölbäckerfluren auch im Wald dokumentiert werden. Wölbäcker sind ein anschauliches Beispiel für die Geschichte der Kulturlandschaft und sie stellen historische Kulturlandschaftselemente dar. Die feine Kleinreliefstruktur der Äcker prägt die Vielfalt und Eigenart des Landschaftsbildes.

### Regionale Verbreitungsschwerpunkte

#### Regionale Verbreitungsschwerpunkte in Bayern
Innerhalb von Bayern liegen die bekannten regionalen Verbreitungsschwerpunkte:
- im südlichen Teil von Oberbayern, insbesondere im Raum Rosenheim und Miesbach,
- im Raum Landsberg am Lech,
- sowie vereinzelt in Mittelfranken und der Oberpfalz.[2]

#### Verbreitungsschwerpunkt in Baden-Württemberg
In Baden-Württemberg kommen Wölbäcker im Landkreis Rastatt in den Waldgebieten der Stollhofener Platte vor.

#### Verbreitungsschwerpunkte in Brandenburg
Innerhalb von Brandenburg sind folgende regionalen Verbreitungsschwerpunkte bekannt:
- Ostprignitz (Natteheide) im Nordwesten von Brandenburg,
- Niederlausitz im Südosten von Brandenburg sowie
- Fläming und Spreewald.[7]

#### Verbreitungsschwerpunkt Niedersachsen

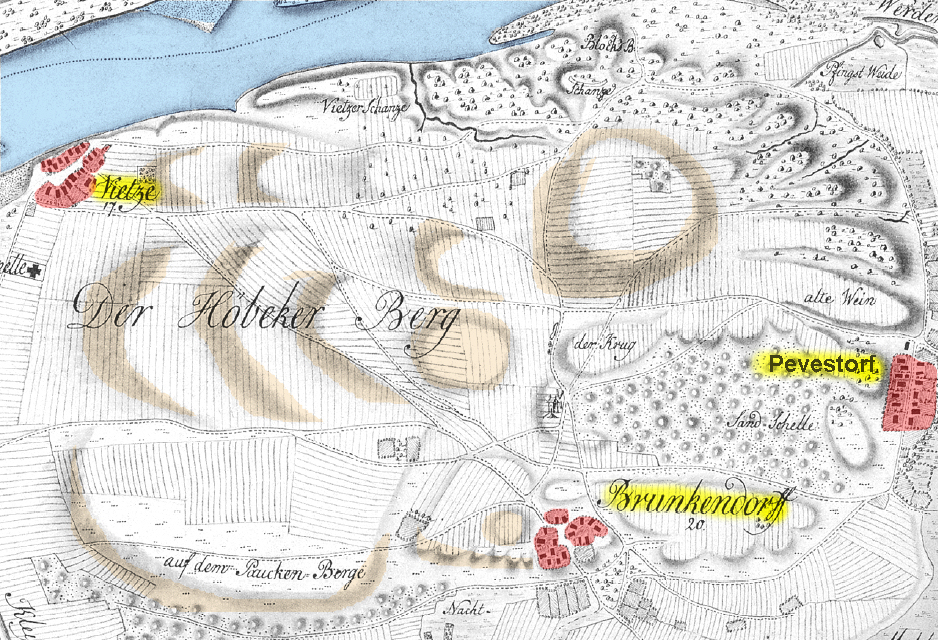
Pflugrichtungen von Wölbackerfeldern am Höhbeck, 1776

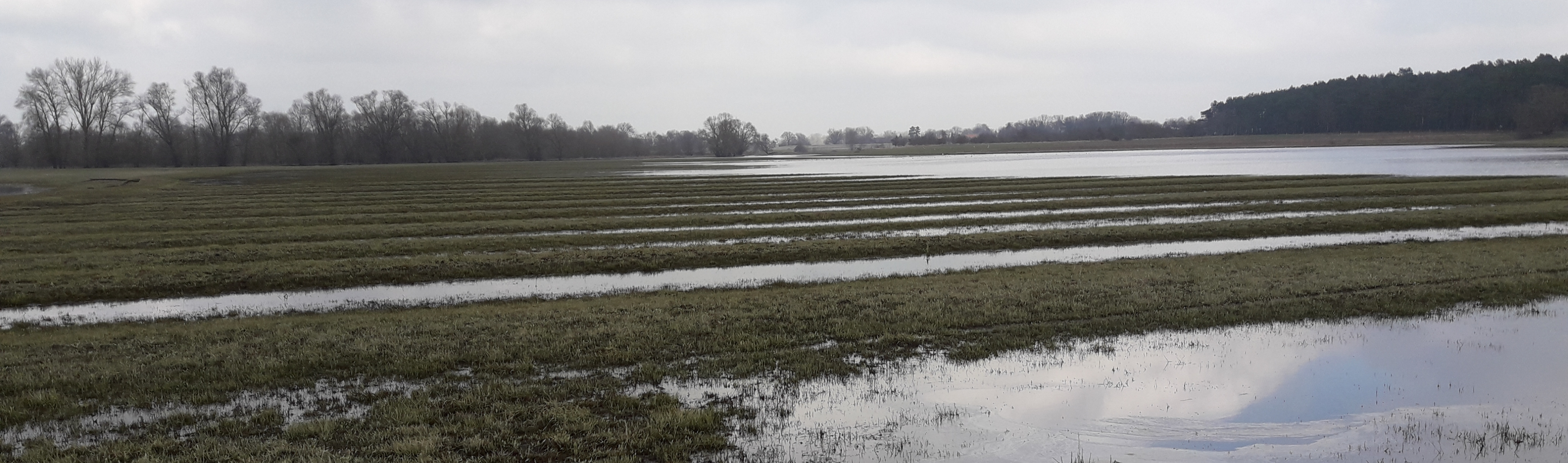
Wölbäcker bei Hochwasser in der Elbtalaue bei Vietze/Höhbeck

Nordöstliches Niedersachsen, Elbtalaue Wendland, Gemeinde Höhbeck. In der Regel als Weideland im Hochwassergebiet der Elbe rund um den Höhbeck deutlich zu erkennen. Auf einer Karte der Kurhannoverschen Landesaufnahme von 1776 sind die Pflugrichtungen am Höhbeck eingezeichnet.

#### Verbreitungsschwerpunkt Rheinland-Pfalz
Im unteren Westerwald, Kreis Neuwied, an der Autobahn A3 gelegen bei Dierdorf-Giershofen weist ein Rundwanderweg auf die ehemaligen Wölbäcker hin, die nun größtenteils Waldgebiet sind.

#### Verbreitungsschwerpunkt in der Schweiz
Der regionale Verbreitungsschwerpunkt befindet sich im Nordosten der Schweiz, im Kanton Thurgau.